# مورتون براون
مورتون براون (بالإنجليزية: Morton Brown)‏ هو رياضياتي أمريكي، ولد في 12 أغسطس 1931 في نيويورك في الولايات المتحدة.